# Robert Tonge
Robert Tonge (Liverpool, 1823 – Luxor, 1856) è stato un pittore britannico del periodo vittoriano.
Nato a Liverpool, durante la sua breve carriera Tonge si dedicò principalmente ai paesaggi costieri finché, nel 1853, si recò in Egitto per motivi di salute: qui realizzò numerosi schizzi e dipinti delle rovine locali e del deserto, prima di morire a Luxor nel 1856. Partecipò ad esposizioni alla Royal Academy e alla Royal Society of British Artists di Suffolk Street.

## Opere
- On the banks of the river, 1847
- Howtown Bay Ulleswater, 1847
- Morning, stepping Stones at Bettws-y-Coed, 1848
- Strandlandskap, 1849-1854
- Oelgemaelde, Aughton Chuch, 1850
- Ormskirk, 1850
- Sefton Meadows, 1851
- The Footbridge, 1851
- Looking out across the River Severn, 1852
- The Estuary of the River Alt, 1854
- Morning - stepping stones at Bettws-Y Coed